# CD-ROM
Esta página contiene información no técnica sobre los discos compactos; para esta información, véase Disco compacto.

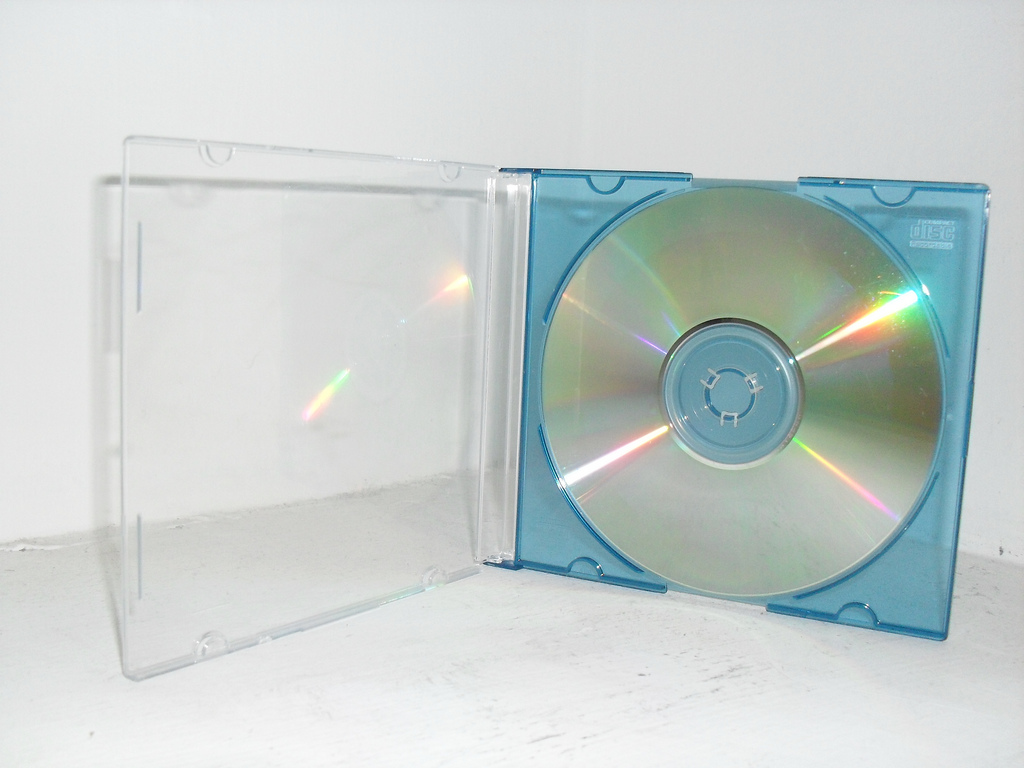
CD virgen.

Un CD-ROM (sigla del inglés Compact Disc Read-Only Memory), es un disco compacto con el que utilizan rayos láser para leer información en formato digital. El CD-ROM estándar fue establecido en 1985 por Sony y Philips. Pertenece a un conjunto de libros de colores conocido como Rainbow Books, que contiene las especificaciones técnicas para todos los formatos de discos compactos. 
Algunas unidades leen CD-ROM y graban sobre los discos compactos de una sola grabada (CD-RW). Estas unidades se llaman quemadores, ya que funcionan con un láser que «quema» la superficie del disco para grabar la información.
Actualmente, aunque aún se utilizan, están empezando a caer en desuso desde que empezaron a ser sustituidos por unidades de DVD. Esto se debe principalmente a la mayor capacidad de almacenamiento de información, ya que un DVD-ROM supera en capacidad a un CD-ROM.

## Historia
El disco compacto fue creado por Toshitada Doi y Kees Schouhamer Immink en 1979. Al año siguiente, Sony y Philips, que habían desarrollado el sistema de audio digital Compact Disc, comenzaron a distribuir discos compactos, pero las ventas no tuvieron éxito por la depresión económica de aquella época. Entonces decidieron abarcar el mercado de la música clásica, de mayor calidad. Comenzaba el lanzamiento del nuevo y revolucionario formato de grabación audio que posteriormente se extendería a otros sectores de la grabación de datos.
El sistema óptico fue desarrollado por Philips mientras que la lectura y codificación digital corrió a cargo de Sony. Fue presentado en junio de 1980 a la industria y se adhirieron al nuevo producto 40 compañías de todo el mundo mediante la obtención de las licencias correspondientes para la producción de reproductores y discos.
En 1981, el director de orquesta Herbert von Karajan, convencido del valor de los discos compactos, los promovió durante el Festival de Salzburgo y desde ese momento empezó su éxito. Los primeros títulos grabados en discos compactos en Europa fueron la Sinfonía Alpina, de Richard Strauss, los valses de Frédéric Chopin interpretados por el pianista chileno Claudio Arrau y el álbum The Visitors, de ABBA. En 1983 se produjo el primer disco compacto en los Estados Unidos por CBS (hoy Sony Music), y el primer título en el mercado fue un álbum de Billy Joel. La producción de discos compactos se centralizó durante varios años en los Estados Unidos y Alemania, desde donde se distribuían a todo el mundo. Ya entrada la década de los noventa, se instalaron fábricas en diversos países.
En el año 1984, los CD salieron al mundo de la informática, con una capacidad de almacenamiento de hasta 700 MB. El diámetro de la perforación central de los discos compactos fue determinado en 15 mm, cuando entre comidas, los creadores se inspiraron en el diámetro de la moneda de 10 céntimos de florín de Países Bajos. En cambio, el diámetro de los discos compactos es de 12 cm, lo que corresponde a la anchura de los bolsillos superiores de las camisas para hombres, porque, según la filosofía de Sony, todo debía caber allí.

## Capacidad
Un CD-ROM estándar puede albergar 650 o 700 MB de datos y los especiales de gran capacidad pueden llegar a los 800 y 900 MB. El CD-ROM es popular para la distribución de software, especialmente aplicaciones multimedia, y grandes bases de datos. Un CD pesa menos de 30 g.
Para poner la memoria del CD-ROM en contexto, una novela promedio contiene 60 000 palabras. Si se considera que una palabra promedio tiene diez letras (de hecho, muchas menos) y cada letra ocupa un byte, una novela por lo tanto ocuparía 600 000 bytes (600 kB). Un CD puede por lo tanto contener más de 1000 novelas. Si cada novela ocupa por lo menos un centímetro en una estantería, entonces un CD puede contener el equivalente de más de diez metros en el estante. Ahora bien, los datos textuales pueden ser comprimidos diez veces más, usando algoritmos compresores; por lo tanto, un CD-ROM puede almacenar el equivalente a más de 100 m de estante.
| Tipo    | Sectores | Capacidad máxima de datos | Capacidad máxima de datos | Capacidad máxima de audio | Capacidad máxima de audio | Tiempo |
| Tipo    | Sectores | (MB)                      | (MiB)                     | (MB)                      | (MiB)                     | (min)  |
| ------- | -------- | ------------------------- | ------------------------- | ------------------------- | ------------------------- | ------ |
| 8 cm    | 94 500   | 193 536                   | 184,6                          | 222 264                   | 212,0                          | 21     |
| 8 cm DL | 283 500  | 580 608                   | 553,7                          | 666 792                   | 635,9                          | 63     |
| 650 MB  | 333 000  | 681 984                   | 650,3                          | 783 216                   | 746,9                          | 74     |
| 700 MB  | 360 000  | 737 280                   | 703,125                          | 846 720                   | 807,4                          | 80     |
| 800 MB  | 405 000  | 829 440                   | 791,0                          | 952 560                   | 908,4                          | 90     |
| 900 MB  | 445 500  | 912 384                   | 870,1                          | 1 047 816                 | 999,3                          | 99     |

Nota: Estos valores no son exactos.

## Lector de CD

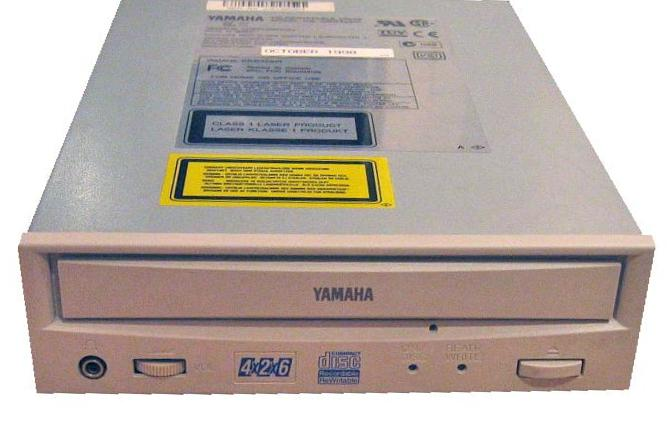
Unidad lectora de CD para computadora personal.

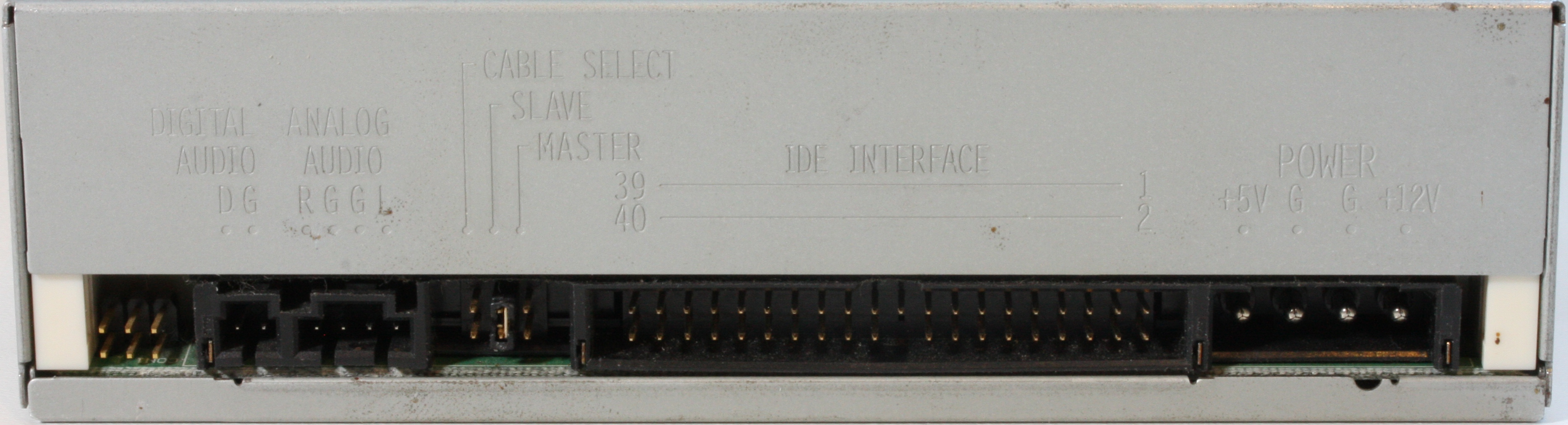
Parte posterior de un lector de CD

Un lector de CD es un dispositivo electrónico que permite la lectura de estos mediante el empleo de un rayo láser y la posterior transformación de este en impulsos eléctricos que la computadora interpreta, escritos por grabadoras de CD (a menudo llamadas "quemadoras"), un dispositivo similar al lector de CD, con la diferencia de que hace lo contrario, es decir, transformar impulsos eléctricos en un haz de luz láser que almacenan en el CD datos binarios en forma de pozos y llanos.
Los pozos tienen una anchura de 0,6 μm ((micras), mientras que su profundidad (respecto a los llanos) se reduce a 0,12 μm. La longitud de pozos y llanos está entre las 0,9 y las 3,3 μm. Entre una revolución de la espiral y las adyacentes hay una distancia aproximada de 1,6 μm (lo que hace cerca de 20 marcas por centímetro).
Es creencia muy común el pensar que un pozo corresponde a un valor binario y un llano al otro valor, pero no es así, ya que los valores binarios son detectados por las transiciones de pozo a llano, y viceversa: una transición determina un 1 binario, mientras que la longitud de un pozo o un llano indica el número consecutivo de 0 binarios.

## Lectores de CD-ROM

### Consolas
- Sega Saturn
- Sega Dreamcast
- PlayStation
- PlayStation 2 (retrocompatible con el catálogo de PlayStation 1, mientras que un catálogo minúsculo de PlayStation 2 usa CD-ROM).
- PlayStation 3 (compatible con el CD-ROM de PlayStation 1 en todos los modelos de la PS3, pero con el CD-ROM de PlayStation 2 solo es compatible con hardware de dicha consola en PS3).
- Xbox (pocos juegos usan el CD-ROM en Xbox como Halo 2).
- Xbox 360 (ningún juego de Xbox 360 usa CD-ROM, solo es compatible con los CD-ROM de su antecesor).
- Xbox One (retrocompatible con los CD-ROM de Xbox, ningún juego de Xbox One se guardó en dicho formato).
- Xbox Series X (retrocompatible con los juegos del Xbox original en CD-ROM).
- Neo Geo CD
- AmigaCD32
- PC-FX
- Panasonic 3DO
- Philips CD-i

### Periféricos
- Atari Jaguar CD
- TurboGrafx-CD
- Sega CD

### Otros Sistemas
- PC

## Almacenamiento y limpieza
El mejor empaque para el disco es en el que viene el disco al ser adquirido. También pueden utilizarse portadiscos o álbumes de discos, siempre cuando sean de buena calidad.
Nunca ha de escribirse o pintarse el disco por su cara de lectura (la no serigrafiada), para evitar errores de lectura o escritura. Pueden identificarse los discos en la parte especializada (en las instrucciones o en el disco) con un marcador especial y nunca con lápiz o bolígrafo, para evitar grietas en el disco.
No deberían pegarse papeles o adhesivos en el disco, salvo que se trate de sistemas de etiquetado específicamente diseñados para este soporte. Un adhesivo no simétrico respecto al centro del disco podría desplazar su centro de masas y producir vibraciones no deseadas durante su lectura.
En algunos casos, es probable que un disco muy dañado o agrietado se rompa dentro de la unidad de lectura o escritura del disco. En ese caso, conviene apagar el dispositivo o el equipo y contactar con alguna persona especializada, para así evitar más daños. Si no hay disponible ninguna persona especializada, puede retirarse la unidad de lectura o escritura del equipo, hasta disponer de otra.

## Multisesión
Desde hace tiempo han surgido programas computacionales para grabar unidades CD que nos permiten utilizar un disco CD-R como si se tratara de un disco regrabable. Esto no quiere decir que el CD se pueda grabar y posteriormente borrar, sino que se puede grabar en distintas sesiones, hasta ocupar todo el espacio disponible del CD.
Los discos multisesión no son más que un disco normal grabable, ni en sus cajas, ni en la información sobre sus detalles técnicos se resalta que funcione como disco multisesión, ya que esta función no depende del disco, sino de cómo está grabado.
Si se graba un CD y no está finalizado, podemos añadirle una nueva sesión, pero desperdiciando una parte para separar las sesiones (unos 20 MB aproximadamente).
Haremos que un CD sea multisesión en el momento que realizamos la segunda grabación sobre él, esté o no finalizado, sin embargo, al grabar un CD de música automáticamente el CD-R queda finalizado y no puede ser utilizado como disco multisesión.
No todos los dispositivos ni los sistemas operativos son capaces de reconocer un disco con multisesión, o que no esté finalizado.

### Diferencias entre CD-R multisesión y CD-RW
Puede haber confusión entre un CD-R con grabado multisesión y un CD-RW (regrabable). En el momento cuando un disco CD-R se hace multisesión, el software le dará la característica para que pueda ser utilizado en múltiples sesiones, es decir, en cada grabación se crearán «sesiones», que solo serán modificadas por la cual el usuario crea conveniente. Por ejemplo, si se ha grabado en un CD-R los archivos prueba1.txt, prueba2.txt y prueba3.txt, se habrá creado una sesión en el disco que será leída por todos los reproductores y que contendrá los archivos mencionados. Si en algún momento no se necesita alguno de los ficheros o se modifica el contenido de la grabación, el programa software creará una nueva sesión, a continuación de la anterior, donde no aparecerán los archivos que no se desee consultar, o se verán las modificaciones realizadas, es decir, es posible añadir más archivos, o incluso quitar algunos que estaban incluidos. Al realizar una modificación la sesión anterior no se borrará, sino que quedará oculta por la nueva sesión dando una sensación de que los archivos han sido borrados o modificados, pero en realidad permanecen en el disco.
Obviamente las sesiones anteriores, aunque aparentemente no aparecen permanecen en el disco y están ocupando espacio en el mismo, esto quiere decir que algún día ya no será posible «regrabarlo», modificar los archivos que contiene, porque se habrá utilizado toda la capacidad del disco.
A diferencia de los CD-R, los discos CD-RW sí pueden ser borrados, o incluso formateados (permite usar el disco, perdiendo una parte de su capacidad, pero permitiendo grabar en él ficheros nuevos). En el caso de utilizar un CD-RW cuando borramos, lo borramos completamente, se pueden hacer también borrados parciales, que necesitan una mayor potencia del láser para volver a grabarse. Un disco CD-RW se puede utilizar como un disquete, con software adecuado, siempre que la unidad soporte esta característica, se pueden manipular ficheros como en un disquete, con la salvedad de que no se borra, sino que al borrar un fichero este sigue ocupando un espacio en el disco, aunque al examinarlo no aparezca dicho archivo. Los discos CD-RW necesitan más potencia del láser para poder grabarse, por esta razón los discos regrabables tienen una velocidad de grabación menor que los discos grabables, ya que tardan más en terminar de grabarse.
Los DVD-RW, DVD+RW funcionan de manera análoga, así como los DVD-RAM, pero están diseñados para escritura, como con los disquetes.

## CD-ROM XA
CD-ROM XA (CD-ROM Extended Architecture): Es una conjunción del formato CD-ROM y el CD-I, diseñado para mejorar las capacidades de audio y vídeo. Puede ser utilizado también para almacenar solo datos.

## Etiquetado
Actualmente, se están investigando una serie de tecnologías láser para grabar motivos e imágenes personalizadas en el anverso de un CD (cara opuesta a la de datos).
El sistema de etiquetado láser fue impuesto por Yamaha con DiscT@2, pero dicho sistema no tuvo éxito. Están apareciendo distintas tecnologías para etiquetar los CD, como LightScribe y Labelflash, por ejemplo.
También existen impresoras de tinta especializadas para hacer una impresión de etiquetas en discos preparados y con mayor capacidad para colocar correctamente los archivos.